# Yang Jae-hoon
Yang Jae-hoon (kor.양재훈; 3 maja 1981)  – południowokoreański zapaśnik w stylu wolnym. Czterokrotny uczestnik mistrzostw świata, siódmy w 2005. Srebrny medalista mistrzostw Azji w 2003, 2008 i 2013 roku.